# Праяпонский язык
Праяпо́нский язы́к (яп. 日琉祖語 нитирю:-сого, также «протояпо́нский язы́к») — праязык, этап развития японо-рюкюских языков, включая японский и рюкюские языки.

## Общие сведения

### Происхождение термина
Термин «японские языки» стали использовать по отношению к семейству японского и рюкюских языков с подачи Леона Серафима. Это название стало общепринятым в научном сообществе, поскольку позволило избежать двусмысленности термина «японский язык», который в узком смысле используется, для обозначения «собственно японского языка», на котором говорят на основных четырёх островах Японского архипелага, а в широком смысле, для обозначения «собственно японского языка» совместно с самостоятельными языками других островов Японии, в частности Окинавских островов.
Для обозначения же общего предка японских языков в лингвистике используют термин «праяпо́нский язык» (иначе «протояпо́нский язык»).

### Методика реконструкции
Базовая работа для реконструкции — монументальный труд «Японский язык сквозь время» (англ. The Japanese Language Through Time (JLTT)) американского япониста Сэмюэля Мартина. В его книгу включён исчерпывающий анализ предыдущих фонологических исследований и подробное описание новой теории. Также там находится словарь основных пракорней существительных, прилагательных и глаголов. Работа Мартина была многократно изучена, обсуждена и дополнена другими японистами.
Среди использованных для реконструкции методов — методы исторической лингвистики, текстологии и лингвистической компаративистики на материале родственных языков — особенно архаичных, таких, как йонагунский язык.

## Внешнее родство
Пуёская гипотеза, некогда весьма популярная среди японских лингвистов, в настоящее время подвергается критике. Несмотря на это, мнение о том, что носители праяпонского языка мигрировали с Корейского полуострова и могли оставить субстратную лексику в таких языках, как когурёский, остаётся общепринятым.

## Лингвистическая характеристика

### Реконструкция согласных
Реконструкция Мартина:
|               |               | Губные | Зубные | Велярные |
| ------------- | ------------- | ------ | ------ | -------- |
| Взрывные      | Глухие        | *p     | *t     | *k       |
| Взрывные      | Звонкие       | *b     | *d     |          |
| Фрикативные   | Фрикативные   |        | *s     | *C (?)   |
| Аппроксиманты | Аппроксиманты |        | *r     |          |
| Носовые       | Носовые       | *m     | *n     |          |

Фонемы */p/, */t/, */k/, */b/, */d/, */m/, */n/, */s/ и */r/. Кроме того, в начальной позиции встречаются стечения */np/, */nt/, */nk/ и */ns/. Общепризнанным является наличие велярного фрикатива, тип которого является предметом споров. В таблице он отмечен знаком */C/, а его падение между гласными является темой научных споров.
Эволюция согласных праяпонского языка протекала следующим образом:
| - */t/ > /t/ - */k/ > /k/ - */b/ > /w/ | - */d/ > /y/ - */m/ > /m/ - */n/ > /n/ | - */s/ > /s/ - */r/ > /r/ - */np/ > /b/ | - */nt/ > /d/ - */nk/ > /g/ - */ns/ > /z/ |

- */p/: в начальной позиции */p/ > /h/; pero */pu/ > /hu/, и */pi/ > /hi/ (фонетически тождественен [çi])

:внутри */p/ > /-/; pero */pa/ > /wa/
- */C/ > /-/, исчез, создав зияние: */V(C)V/ > */VV/. Группы типа */VV/ эволюционировали в сторону упрощения и монофтонгизации.

Реконструкция Старостина:
|               |               | Губные | Зубные | Велярные |
| ------------- | ------------- | ------ | ------ | -------- |
| Взрывные      | Глухие        | *p     | *t     | *k       |
| Взрывные      | Звонкие       | *b     | *d     |          |
| Фрикативные   | Фрикативные   |        | *s     |          |
| Аппроксиманты | Аппроксиманты |        | *r     |          |
| Носовые       | Носовые       | *m     | *n     |          |

Фонемы *d и *b в интервокальном положении не встречаются; тем самым они дополнительно распределены с j и w, которые в силу этого на фонологическом уровне не являются фонемами.
Реконструкция Фреллисвига и Уитмана:
|               | Губные | Альвеолярные | Палатальные | Велярные |
| ------------- | ------ | ------------ | ----------- | -------- |
| Носовые       | *m     | *n           |             |          |
| Взрывные      | *p     | *t           |             | *k       |
| Фрикативные   |        | *s           |             |          |
| Аппроксиманты | *w     |              | *j          |          |
| Плавные       |        | *r           |             |          |

Многие авторы, в том числе сторонники генетических связей японского с северо-восточно-азиатскими языками, утверждают, что начальные южно-рюкюская /b/ и йонагуни /d/ сохраняются в праяпонском *b и *d, а в других местах превратились в /w/ и /j/ в процессе лениции. Тем не менее, многие лингвисты, особенно в Японии, предпочитают противоположную гипотезу — что южно-рюкюская /b/ и йонагуни /d/ представляют собой местные инновации, а праяпонская *w и *j подверглась процессу фортиции. Гипотеза о лениции *d- > j- существенно слабее, поскольку гипотеза фортиции подтверждается наличием пар заимствований, у которых в среднекитайском была инициаль *j, в а йонагуни наличествует /d/, такие как 野菜 *jia-tsʰʌi. Ещё одно доказательство дает запись в корейской летописи конца XV века Санджон силлок (кор. 성종실록?, 成宗實錄?), в которой местное название острова Йонагуни записано системой иду как 閏伊是麼: первое слово находится в промежуточной стадии фортиции *j- > *z- > d-, ведущей к современному названию /dunaŋ/ 'Йонагуни'.

### Реконструкция гласных
Относительно вокализма праяпонского научного консенсуса пока нет. Разные авторы на основании доступных данных делали различные выводы относительно инвентаря гласных и их оппозиции.

#### «Йельская система»
Традиционно считалось, что система гласных японского языка повторяла современную, однако сейчас научный консенсус состоит в том, что в праяпонском языке было восемь (а не пять) гласных, хотя по вопросу их качества общепринятого мнения нет. Традиционно они отображаются индексами: /a/, /u/, /e1/, /e2/, /i1/, /i2/, /o1/ и /o2/. Мартин предложил так называемую «йельскую» систему, которая не призвана отражать произношение. Ниже йельская система приведена в угловых скобках (< >), а традиционная — между косыми чертами (/ /).
- <a> = /a/
- <u> = /u/
- <yi> = /i1/ (/i/, согласно теории, предшествовала < */i/)
- <iy> = /i2/ (/i/ < */ai/, /i/ < */əi/)
- <i> = /i?/ (/i/ «неопределённая», существует в нейтральной позиции, после зубного согласного, считается, что её фонетическая реализация соответствует /i1/). Кроме того, реализация гласного /i/ не известна)
- <ye> = /e1/ (/e/ < */ia/, /e/ < */iə/)
- <ey> = /e2/ (/e/ < */ai/, /e/ < */əi/)
- <e> = /e?/ (/e/ «неопределённый», в нейтральной позиции, после зубных согласных, реализация считается соответствующей /e2/). Реализация гласного /e/ не известна)
- <wo> = /o1/ (/o/ < */ua/, /o/ < */uə/)
- <o> = /o2/ (/o/ < */ə/)
- <o> = /o?/ (/o/ «неопределённый», в нейтральной позиции, после зубных согласных, реализация считается соответствующей /o2/. Реализация гласного /o/ не известна)

#### Традиционные интерпретации
По мере появления данных представления о системе гласных японского языка менялись:
- донаучный период: система гласных считается аналогичной современной;
- Сикити Хасимото[яп.] в своих исследованиях Манъёсю описывает восемь нуклеарных слогообразующих гласных или дифтонгов праяпонского языка, помещая их в оппозицию: (/yi/~/iy/, /ye/~/ey/, /wo/~ /o/) на основании двух принципов:

1. оппозиция между монофтонгами и дифтонгами; /yi/~/iy/ интерпретируются как [i] ~ [wi];
2. оппозиция между гласными разных видов: в приведённом ранее примере /yi/~/iy/ фонетически [i] ~ [y];

- работа Роналда Ланга (англ. Ronald Lange) «Фонология японского языка VIII века» (англ. The Phonology of Eight-Century Japanese) 1976 года стала важнейшим источником по вопросу реконструкции системы гласных и оставалась таковым до конца XX века. Выводы были сделаны на основе чтений китайских иероглифов манъёганы, которыми транскрибировали японскую речь. Фонетическая реконструкция основана на реконструкции среднекитайского языка Бернхарда Карлгрена. Основная проблема данной методологии заключается в том, что Карлгрен частично основывал свою реконструкцию[англ.] на японских чтениях.
- Марк Миякэ[англ.] в 1999 году защитил в Гавайском университете в Маноа докторскую диссертацию «Пересмотренная фонетика японского языка VIII века: новая попытка реконструкции[англ.] на основании письменных источников» (англ. The Phonology of Eight-Century Japanese Revisited: Another Reconstruction Based upon Written Records). Позже в 2003 году на основе этой работы появилась книга «Старояпонский язык. Фонетическая реконструкция» (англ. Old Japanese. A Phonetic Reconstruction). В угловых скобках приведена йельская транскрипция, а между косыми чертами — реконструкция Миякэ.

| - <a> = /a/ - <u> = /u/ - <yi> = /i/ | - <iy> = /ɨ/ - '' = /i/ - <ye> = /e/ | - <ey> = /əj/ - <e> = /e/ - <wo> = /o/ | - <o = /ə/ - <o> = /ə/ |

#### Другие теории
Существуют также теории, предлагающие от четырёх до семи гласных фонем.
1. Четыре гласных (*/a/, */i/, */u/ и */ə/).
Предложена Сэмюэлем Мартином в труде «Японский язык сквозь Время» (англ. The Japanese Language Through Time) 1987 года, а также Сусуму Оно в монографии 1957 года «Происхождение японского языка» (яп. 日本語の起源). Эта система минимальна и «канонична», от неё часто отталкиваются в литературе, посвящённой праяпонскому языку. Следует обратить внимание на то, что в работе Мартина звук */ə/ записывается как */o/, хотя выражает звук *[ə]. Это не создаёт неоднозначностей в работе, но при цитировании данный звук обычно записывается как */ə/.
2. Пять гласных (*/a/, */e/, */i/, */u/ и */o/).
Маршалл Ангер предложил систему с пятью гласными в своей кандидатской диссертации «Исследования морфофонетики в раннем японском языке» (англ. Studies in early Japanese Morphophonetics), которую защитил в Йельском университете в 1977 году. Единственное отличие от системы с четырьмя гласными заключается во введении звука */e/ (звук */ə/ в гипотезе с четырьмя гласными эквивалентен */o/, если у него нет ни фонетического, ни функционального значения, ни эволюционных характеристик). В теории четырёх гласных из-за ограниченности функционала фонемы /e/ она считается вторичной, появившейся в результате эволюции дифтонгов структуры /V+i/ или /i+V/. Имеются данные, согласно которым в определённых случаях /e/ не является вторичной фонемой, например, из-за того, что она встречается в некоторых формах глагола «быть» (яп. する суру). Также существуют слова, которые в прарюкюском реконструируют со звуком */e/, а в старояпонском языке — */i/, что предполагает крупный безусловный сдвиг протояпонского */e/ > в старояпонский /i/, объяснило бы низкую функциональность /e/ в старояпонском, так как этот звук вторично появился из старояпонских дифтонгов.
3. Шесть гласных (*/a/, */e/,*/i/, */u/ */o/ и */ə/).
Предложена Леоном Серафимом, поддержана Марком Миякэ и Джон Бредфорд Уитман (англ. John Bradford Whitman), который отказался от гипотезы седьмого гласного звука; считается наиболее общепринятой. В этой системе имеется оппозиция */o/~*/ə/, которой нет в других реконструкциях: */ə/ эволюционировал в /o/, а */o/ > /u/ (кроме конечного, где произошёл переход */o/ > /wo/). В предыдущих теориях /wo/ считался результатом эволюции доисторических дифтонгов */wa/ и */wə/.
4. Семь гласных (*/a/, */e/,*/i/, */u/ */o/ */ə/ и */ɨ/).
(В квадратных скобках после йельской транскрипции в косых чертах приведено звучание, предложенное Уитманом и Фреллесви) Бьярке Фреллесви (дат. и англ. Bjarke Max Frellesvig) и Джон Уитман предложили теорию шести гласных, основывая оппозицию */ɨ/~ */ə/ на примере нескольких пар глаголов, отличающихся переходностью. В общем случае такие пары существуют в условиях простого противопоставления / o / и другой составной фонемы / i / [wi] (которая в теории четырёх гласных объясняется как * / ə /> / o / перед * / ə + i /> / i / [wi]). Однако имеются также пары глаголов, где противопоставляются / o / ~ / e / [e]. Теория четырёх гласных объясняет эволюцию второго члена первой оппозиции через * / ə + i / > / e / [e]. Причины спонтанного расщепления не до конца понятны, к примеру, почему в некоторых глаголах * / ə + i / перешли в / e / [e], а в других — в / i / [wi]. Исследователи утверждали, что это следствие наличия двух фонем: * / ɨ /> / o / ~ * / ɨ + i /> / i / [wi], в отличие от * / ə /> / o / ~ * / ə + i /> / e / [e]. Позже Уитман отошёл от гипотезы седьмого гласного звука.
| 4 гласных | */a/ |      | */ə/  | */ə/ | */ə/  | */i/ | */u/ |
| 5 гласных | */a/ | */e/ | */o/  | */o/ | */o/  | */i/ | */u/ |
| 6 гласных | */a/ | */e/ | */ə/  | */ə/ | */o/  | */i/ | */u/ |
| 7 гласных | */a/ | */e/ | */ɨ/  | */ə/ | */o/  | */i/ | */u/ |
| Звучание  | /a/  | /i/  | /o-u/ | /o/  | /o-u/ | /i/  | /u/  |

### Эволюция дифтонгов

#### Монофтонгизация
В йельской транскрипции дифтонги не всегда изображаются двумя знаками.
Согласно Мартину:

| Восходящие дифтонги - */ia/ > /ye/ - */iə/ > /ye/ - */ua/ > /wo/ - */uə/ > /wo/ | Нисходящие дифтонги - */ai/ > /ey/ - */əi/ > /iy/~/ey/ - */ui/ > /iy/ |

Согласно Фреллесви и Уитману:
В скобках приведена йельская транскрипция.
| Восходящие дифтонги - */ia/ > /ye/ [je] - */iə/ > /ye/ [je] - */iɨ/ > /ye/ [je] - */ua/ > /wo/ [wo] - */uə/ > /wo/ [wo] - */uɨ/ > /wo/ [wo] | Нисходящие дифтонги - */ai/ > /ey/ [e] - */əi/ > /ey/ [e] - */ui/ > /iy/ [wi] - */iɨ/ > /iy/ [wi] |

Помимо этого должны существовать дифтонги * / ie /, * / io /, * / eu /, * / ou /, однако в статье, посвящённой теории семи гласных, они не упомянуты. Так как исследователи опирались на безусловные изменения */e/ > /i/ и */o/ > /u/, предполагается */ie/ > /ye/ или /yi/ (это невозможно проверить). Одновременно */ou/ > /uu/ > /u/; учитывая возможные изменения в */io/ и */eu/ нет возможности проследить их эволюцию; В теории они превратятся в */io/ > /iu/ и */eu/ > /iu/, однако */iu/ — единственный дифтонг, который в праязыке не обнаруживается. Либо он сливается с */ui/ , либо один из них выпадает.

### Структура слога
Общепринято, что структура слога в праяпонском была вида [C]VCV[m/y] — любой слог начинался согласным звуком и кончался единственным гласным; закрытых слогов (кончающихся на согласный) не было. Из этого правила существует два исключения: во-первых, не во всех словах имеется начальный согласный (утерян или никогда не существовал). Во-вторых, в интервокальной позиции существовали стечения типа NC (носовой согласный звук и смычный). Другая интерпретация этих случаев — преназализованные согласные.

### Ударение
Природа ударения вызывает много споров. Существует три гипотезы относительно ударения — киотоская, токийская и кагосимско-рюкюская. Мартин, развивая теорию Харухико Киндаити, считает, что ударение языка Киото было первичным. Другие (к примеру, Мунэмаса Токугава и Сэмюэл Роберт Рэмси (англ. Samuel Robert Ramsey)) утверждают, что ударение в киотоском является более поздним заимствованием, а ударение Канто должен считаться консервативным.
Ниже приведена система из «The Japanese Language through Time» (H означает «высокий», а L — «низкий» регистр).

#### Ударение на существительных
В приведённом ниже тексте последняя буква изменяет первый слог следующего слова (обычно частицы): HH-L означает, что два слога первого слова имеют высокий регистр, но частица, которая будет следовать за ними, будет иметь низкий.
Фонетические значения следующие: обозначение ударения в JLTT, структура праяпонского (с астериском (*)) > доисторическая форма (если таковая имеется) в скобках > эволюция в диалекте Киото > в диалекте Токио.
К примеру, последовательность «2. 2a. *HH-L > (*HL-L) > HL-L > LH-L» даёт следующую информацию:
1. в JLTT данная структура обозначена как «2. 2a»;
2. доисторическая форма этой структуры — «*HH-L»;
3. эволюционировала в *HL-L уже в доисторический период;
4. в Киото имеет вид «HL-L», а в Токио — «LH-L».

- Слова, начинающиеся на H

2. 1. *HH-H > HH-H > LH-H
2. 2a. *HH-L > (*HL-L) > HL-L > LH-L
2. 2b. *HL-L > HL-L > LH-L
0. отсутствует **HL-H
- Слова, начинающиеся на L

2. 3. *LL-L > HL-L > LH-L
0. отсутствует **LL-H
2. 4. *LH-H > LH-H > HL-L
2. 5. *LH-L > LH-L > HL-L
- Структуры XL-H недопустимы в доисторическом языке, поэтому в праяпонском ** HL-H ** LL-H **HL-H и **LL-H

#### Ударение в глаголах и прилагательных
Глаголы также делятся на те, у которых первый слог имеет высокий и низкий регистр, соответственно — тип A (HHH) и тип B (LLL).
В процессе спряжения глаголы могут менять ударение (LLL → HHH или наоборот).
Система ударения в прилагательных аналогична глагольной, что является ещё одним доказательством позднего появления прилагательных и их склонения по глагольному типу.

## Важность исследования праяпонского языка
Исследование праяпонского языка позволяет решить следующие задачи:
- Лингвистическая компаративистика: до недавнего времени анализ проводился только над современными языками, а исследования праяпонского языка позволяют сделать выводы относительно родства или неродства японского, корейского и австронезийских языков;
- изучение истории японского языка и нахождение ответов на вопросы природы возникновения японского языка (пиджин, австронезийский язык, подвергшийся интенсивному влиянию с континента);
- определение источника заимствований, подтверждение или опровержение айнской гипотезы.

### Исследователи
Ниже приведён список крупнейших исследователей праяпонского языка:
- Джон Р. Бентли (англ. John R. Bentley), сотрудник Департамента Языков мира и Культуры Архивная копия от 29 мая 2019 на Wayback Machine (ранее Департамент иностранных языков и Литературы) Университета Северного Иллинойса
- Бьярке Макс Фреллесви[яп.] (дат. и англ. Bjarke Max Frellesvig; род. 1961), доцент Института востоковедения Оксфордского университета
- Керри Л. Рассел (англ. Kerri L. Russell), сотрудница Института востоковедения Оксфордского университета
- Сэмюэл Элмо Мартин[англ.] (англ. Samuel Elmo Martin; 1924—2009), профессор Дальневосточных языков Йельского университета
- Рой Эндрю Миллер (англ. Roy Andrew Miller; 1924—2014), профессор и декан Департамента языков и литературы языков Восточной и Южной Азии Вашингтонского университета
- Марк Хидэо Миякэ[англ.] (яп. 三宅 英雄, англ. Mark Hideo Miyake; род. 1971), научный сотрудник Британского музея. Abode of Amritas (Miyake’s linguistic blog) Архивная копия от 7 августа 2013 на Wayback Machine
- Барбара И. Райли (англ. Barbara E. Riley), сотрудница Департамента языков и литературы Восточной Азии Гавайского университета в Маноа
- Александр Владимирович Вовин (род. 1961), профессор и глава кафедры в Департаменте языков и литературы Восточной Азии Гавайского университета в Маноа
- Леон Анжело Серафим[англ.] (англ. Leon Angelo Serafim; род. 1945), профессор Департамента языков и литературы Восточной Азии Гавайского университета в Маноа; пенсионер, сейчас проживает в Санта-Круз (Калифорния)
- Лона Такэути (англ. Lone Takeuchi), сотрудница Школы восточных и африканских исследований (SOAS) Архивная копия от 2 апреля 2015 на Wayback Machine Лондонского университета
- Джеймс Маршал Ангер[англ.] (англ. James Marshall Unger; род. 1947), профессор Департамента языков и литературы Восточной Азии Университета штата Огайо
- Джон Бредфорд Уитман[яп.] (англ. John Bradford Whitman; род. 1954), профессор Департамента Лингвистики Архивная копия от 2 апреля 2015 на Wayback Machine Корнеллского университета